# Vassili Chuikov
Vassili Ivanovitch Chuikov (russo:Васи́лий Ива́нович Чуйко́в) (Serebryaniye Prudy,12 de fevereiro de 1900 — Moscou, 18 de março de 1982) foi um Marechal da União Soviética, tenente-general do Exército Vermelho durante a Segunda Guerra Mundial, comandante das tropas soviéticas na Batalha de Stalingrado e duas vezes condecorado como Herói da União Soviética.

## II Guerra Mundial

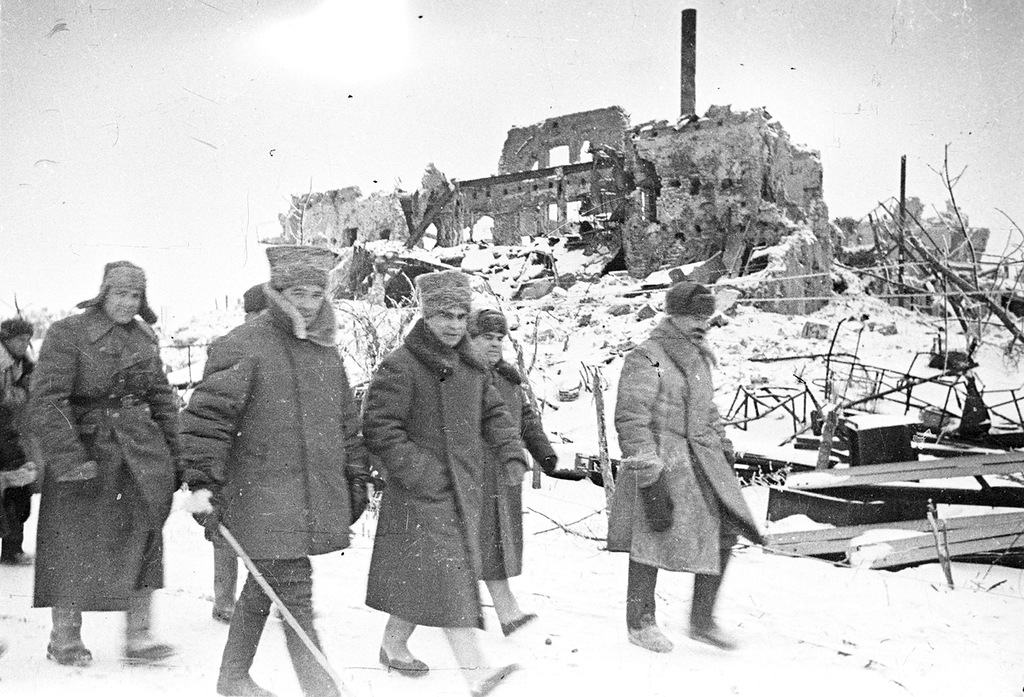
Vassili Chuikov, comandante das forças soviéticas durante a Batalha de Stalingrado, em uma imagem representativa de sua liderança durante a Segunda Guerra Mundial. A foto reflete o papel crucial de Chuikov na resistência soviética contra a ofensiva alemã, onde sua estratégia de combate urbano e sua capacidade de motivar suas tropas foram decisivas para o sucesso da batalha. A imagem ilustra sua postura firme e sua dedicação em tempos de guerra, refletindo sua importância no comando das forças do Exército Vermelho na frente oriental.

Filho de uma família de camponeses, ele uniu-se ao Exército Vermelho durante a Revolução Russa para posteriormente estudar na Academia Militar de Frunze. No começo da Segunda Guerra Mundial, Chuikov serviu na ocupação soviética de Polônia Oriental em 1939, após a divisão territorial do país entre alemães e soviéticos, e na guerra russo-finlandesa de 1940.
Em seguida, Chuikov foi enviado por Josef Stalin para a China, onde serviu como assessor de Chiang Kai-shek e onde se encontrava quando a Alemanha nazi invadiu o seu país, em junho de 1941. De volta a Moscovo em 1942, Chuikov recebeu o comando do 64º Exército soviético, que guardava posições na margem oeste do rio Don, durante a ofensiva das tropas alemãs apoiadas por forças italianas, húngaras, romenas e croatas pelo sudoeste da URSS. No comando deste exército, Chuikov lutou defensivamente contra as forças opositoras enquanto se retirava para Stalingrado. Pouco antes da Batalha de Stalingrado em si, recebeu o comando do mais poderoso 62º Exército, que comandou na sangrenta batalha de quase seis meses e que levou a URSS à vitória contra o 6º Exército alemão e seus aliados do Eixo, provocando o ponto de virada da guerra na Europa.
Com a vitória, o 62º Exército, reforçado, assumiu a denominação de 8º Exército de Guarda e no comando dele Chuikov liderou a contra-ofensiva soviética pela frente da Bielorrússia, atravessando a Polônia até Berlim, que suas forças capturaram em abril de 1945.

## Pós-guerra
Após a guerra, ele permaneceu na Alemanha e serviu como comandante das forças de ocupação soviéticas no país, entre 1948 e 1953, quando passou a exercer o comando geral do distrito militar de Kiev, na Ucrânia. Servindo neste posto, em março de 1955 foi elevado por Nikita Krushev, seu companheiro de Stalingrado, à patente de Marechal da União Soviética, a mais alta das forças armadas soviéticas.
Entre 1960 e 1964, Chuikov foi o comandante-em-chefe das Forças de Terra do Exército Vermelho, comando máximo do exército e chefe da Defesa Civil soviética de 1961 até sua aposentadoria em 1972. De 1961 até sua morte, em 1982, pertenceu ao Comitê Central do Partido Comunista da União Soviética.
Chuikov foi também o principal consultor da construção e desenho do memorial da batalha de Stalingrado, erguido na colina de Mamayev Kurgan, que se ergue sobre a cidade, e palco de alguns dos mais sangrentos combates daquela batalha, no inverno de 1942-43. Após a sua morte, aos 82 anos, ele foi enterrado ali, o primeiro marechal soviético sepultado fora de Moscou.